# Бозкурт, Гюльсен
Гюльсен Бозкурт (тур. Gülsen Bozkurt; род. 28 сентября 1950, Лапитос) — северокипрский врач, политик, член парламента Турецкой республики Северного Кипра (1993—2003), министр здравоохранения и окружающей среды Северного Кипра (1999—2001). Одна из первых турецких женщин-киприоток в политике и вторая женщина-министр после Онур Борман).

## Биография
Гюльсен Бозкурт (урожденная Долмачи) родилась в Лапитосе 28 сентября 1950 года. Старшая из четырёх детей фермера и домохозяйки.
Училась в средней школе «Кирения Анафарталар», затем в «Турецкой средней школе» в Никосии. Во время межобщинного конфликта между греко-киприотами и турками-киприотами, её семья бежала в Северную Никосию.

## Карьера врача
Поступила на медицинский факультет Анкарского университета, который окончила в 1974 году. Во время её выпускного вечера по случаю окончания университета, на Кипре произошел государственный переворот и последовало турецкое вторжение на Кипр. Её родители в те дни были в Анкаре на выпускном вечере, поэтому они остались там как беженцы и смогли вернуться на остров только в августе того же года.
В Северном Кипре начала работать врачом-педиатром. В 1976 году уехала на специализацию по детской гематологии в Анкару. В 1984 году вернулась на Кипр и стала одной из основательниц Центра талассемии в государственной больнице доктора Бурхана Налбантоглу. С 1984 по 1993 годы вместе с коллегами успешно работала над уменьшением количества родов с анемией на Северном Кипре с помощью программы скрининга на бета-талассемию. Это включало введение пренатального скрининга с помощью анализов крови плода в 1984 году и внедрение методов ДНК с помощью биопсии хориона в 1991 году.
Продолжила дальнейшее исследование и работу над талассемией и лейкемией в Великобритании в 1986—1987 годах. В 1993 году занималась молекулярной биологией в США. Участвовала в нескольких международных конференциях и подготовила доклады.
Работая в парламенте Северного Кипра, продолжала лечить детей, так-как была единственным специалистом по детской гематологией на Северном Кипре. В 1999 году опубликовала сборник «Симптомы талассемии».

## Политическая карьера
Придерживается социал-демократических взглядов. В политику пришла в 1993 году, когда «Коммунальная партия освобождения» ввела квоту для женщин в 15 % и искала трёх кандидаток на предстоящих всеобщих выборах. Лидеры партии обратились к Бозкурт принять участие в выборах от их партии. Сначала она отклонила предложение, планируя продолжить свою работу врача и применить свои новые знания. Однако, по настоянию деятелей из партии, решила баллотироваться, хотя не надеясь быть избранной. В предвыборной гонке была аутсайдером на восьмом месте в округе Лефкоша, но смотря на это, она была избран депутатом парламента Турецкой республики Северного Кипра.
Была одной из трех женщин-депутаток в парламенте вместе с Онур Борман из Партии национального единства и Рухсан Тугян из Демократической партии. Она сотрудничала с ними по содействию принятию Семейного закона. Во время своего первого срока работала в Комитете по административным и социальным вопросам и готовила закон, разрешающий три месяца отпуска по беременности и родам. Однако этот закон вызвал резкое сопротивление остальных депутатов и был отклонен.
На выборах 1998 года была переизбрана в парламент. После этих выборов её партия вошла в коалиционное правительство Дервиша Эроглу, она была назначена министром здравоохранения и окружающей среды. Во время работы в этой должности подготовила генеральный план здравоохранения Северного Кипра и подписала протокол с Турцией о здравоохранении. Генеральный план предусматривал трехуровневую систему, которая состояла из 39 центров семейной практики на первом уровне, больниц на втором и факультета медицины, способствующих медицинским исследованиям на третьем. Основная часть второго уровня должна быть сосредоточена в государственных больницах, но поддерживалась частными больницами. План так и не был реализован.
Под её руководством начались работы по созданию Центра диабета, государственная больница имени доктора Бурхана Налбантоглу приобрела современное медицинское оборудование. Будучи министром окружающей среды, Бозкурт организовала компанию по высадки деревьев в парке Кумхуриет в Никосии.
В июне 2001 года правительство Эроглу ушло в отставку и Бозкурт вернулась к парламентской и врачебной деятельности.
18 июля 2003 года вышла из Коммунальной партии освобождения и стала членом вновь созданного Движению за мир и демократию (BDH). На всеобщих выборах 2003 года она баллотировалась от этого движения, но проиграла выборы в своем округе.
На местных выборах 2010 года Бозкурт баллотировалась в должность мэра турецкого муниципалитета Никосии. Её кампания была сосредоточена на увеличении зеленых насаждений в городе. Позднее, в 2012 году, она сказала в одном из интервью, что знала, что не имеет шансов на победу, но все равно баллотировалась, чтобы продемонстрировать свое видение города и быть примером для молодежи, поскольку женщины редко баллотируются в должность мэра Северного Кипра. На этих выборах Бозкурт заняла третье место с 1382 голосами.

## Личная жизнь
В 1975 года вышла замуж за Озкана Бозкурта, с которым познакомилась в университете. У неё двое детей: дочь Умут (родилась в 1976) и сын Догуш (родился в 1981 году).